# Gotthardský masiv

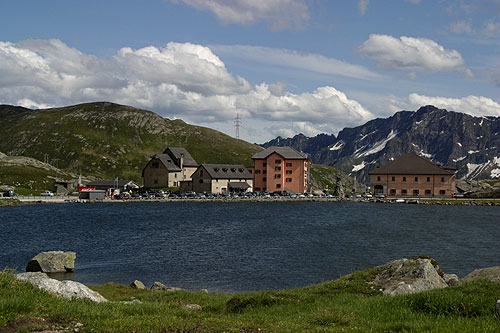
Silniční sedlo Gotthardpass

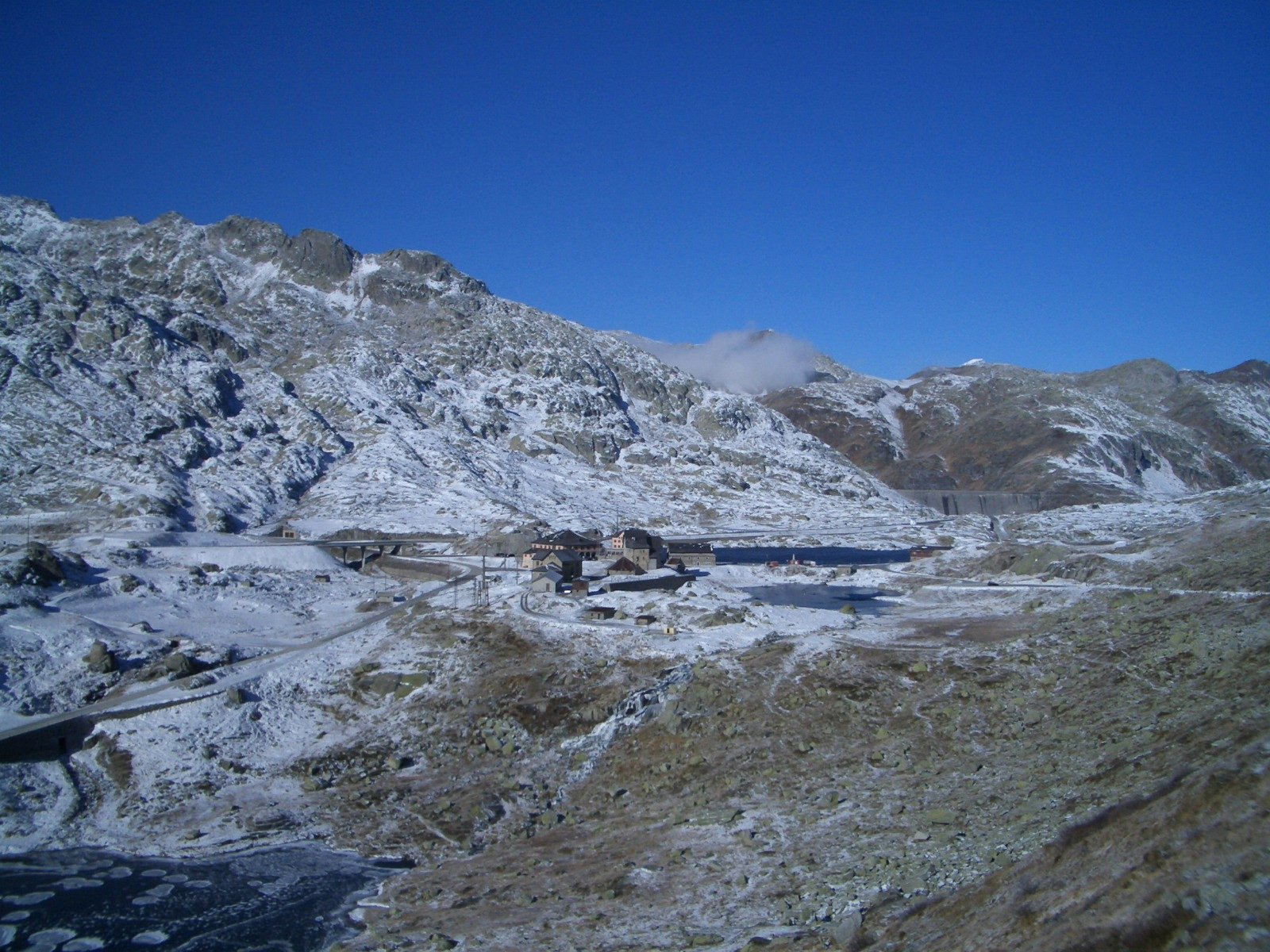
Hotel v sedle Gothardpass a masiv Lucendro

Gotthardský masiv je horská skupina ležící na území tří kantonů: Uri, Valais a Ticino ve Švýcarsku. Jedná se o plošně malé (1100 km²) a turisty méně vyhledávané pohoří. Název skupiny je spjat s jménem silničního sedla Gotthardpass (2108 m), které přechází napříč pohořím a spojuje tak sever Švýcarska s jižními oblastmi země a Itálií. Nejvyšším vrcholem pohoří je ostrý dvojvrchol Pizzo Rotondo (3192 m).

## Poloha
Pohoří zaujímá prostor mezi Glarnskými Alpami, které leží severně, kde je odděluje významné sedlo Furkapass, Tessinskými Alpami ležícími na jihu, kde tvoří hranici tok řeky Ticino a masivem Adula Alpen na východě území.

## Členění
Horstvo se dělí na několik menších částí, které jsou určeny většinou samotnými vrcholy, nebo jejich blízkým okolím. Jsou to Rotondo, Lucendro, Pizzo Centrale, Maighels, Curnera, Sole Gruppe.

### Nejvyšší vrcholy
- Pizzo Rotondo (3192 m)
- Poncione di Pesciora (3122 m)
- Mutterhorn (3067 m)
- Leckihorn (3065 m)
- Pizzo Gallina (3061 m)
- Lucendro (2962 m)
- Poncione di Maniò (2924 m)
- Poncione di Cascina Baggio (2860 m)

### Přístup
- Údolí Val Bedretto a silnice k sedlu Nufenenpass (od jihu)
- Od západu silnice vedoucí k sedlu Furkapass (od západu)
- Údolí Ursental (od severu)
- Silnice vedoucí do sedla Gotthardpass (od východu)

## Geologie
Hlavním stavebním kamenem pohoří je rula. Geologickým vrásněním je rula v masivu Gotthard nasunuta přes mladší vrstvy, podobně jako u pohoří Vysoké a Nízké Taury. Hloubkový geologický průzkum horského masívu provedl Karl von Fritsch v roce 1870, ještě než ukončil docenturu v Curychu. Jeho první geologická mapa pohoří Gotthard (vydaná v r. 1873) a jeho dílo Gotthardgebiet tvořily základy pro pozdější stavbu Gotthardského tunelu.

## Vodní režim
Současně probíhá přes Gotthardský masiv rozvodí mezi Středozemním mořem a Severním mořem. Poblíž také pramení dva významné evropské přítoky Rýnu s přítoky Přední Rýn a Zadní Rýn, řeky Rhôna, Reuss a Ticino.